# Hochstadt am Main
Hochstadt am Main, Hochstadt a.Main – miejscowość i gmina w Niemczech, w kraju związkowym Bawaria, w rejencji Górna Frankonia, w regionie Oberfranken-West, w powiecie Lichtenfels, wchodzi w skład wspólnoty administracyjnej Hochstadt-Marktzeuln. Leży ok. 9 km na wschód od Lichtenfels, nad Menem, przy drodze B173 i linii kolejowej Lichtenfels – Hof.
Pierwsze wzmianki o miejscowości pojawiły się w 1182. Najwyższym punktem gminy jest Eulenberg (457 m n.p.m.).

## Dzielnice
W skład gminy wchodzą następujące dzielnice: 
- Hochstadt am Main
- Anger
- Burgstall
- Obersdorf
- Reuth
- Thelitz
- Wolfsloch

## Polityka
Wójtem jest Thomas Kneipp z CSU. Rada gminy składa się z 13 osób:
|      | CSU | SPD | Razem     |
| 2002 | 10  | 3   | 13 miejsc |